# Buldan
Buldan ist eine Stadt im gleichnamigen Landkreis der türkischen Provinz Denizli und gleichzeitig ein Stadtbezirk der 2012 geschaffenen Büyükşehir belediyesi Denizli (Großstadtgemeinde/Metropolprovinz). Buldan liegt etwa 47 km nordwestlich des Zentrums von Denizli. Der Landkreis existierte schon bei Gründung der Republik und belegte Ende 2020 den achten Platz der Bevölkerungsrangliste innerhalb der Provinz. Die Bevölkerungsdichte lag mit 52 Einwohnern je Quadratkilometer unter dem Provinzwert von 86 Einwohnern je km².

## Geschichte
Die Stadt wurde im 13. Jahrhundert von den Seldschuken als Buladan gegründet. Der Name Buladan leitet sich von dem alttürkischen Wort buladan, was Platane bedeutet, ab. Daraus ist im Laufe der Geschichte der Stadt der Name Buldan entstanden. Buldan stand während der seldschukischen Periode unter Herrschaft der Germiyanoğulları Beyliği und gehörte im Osmanischen Reich dem Vilâyet-i Aydın an.
Buldan war bis zur Bildung der Provinz Denizli (1923) ein Sandschak des Vilâyet Aydın.

## Kultur und Sehenswürdigkeiten

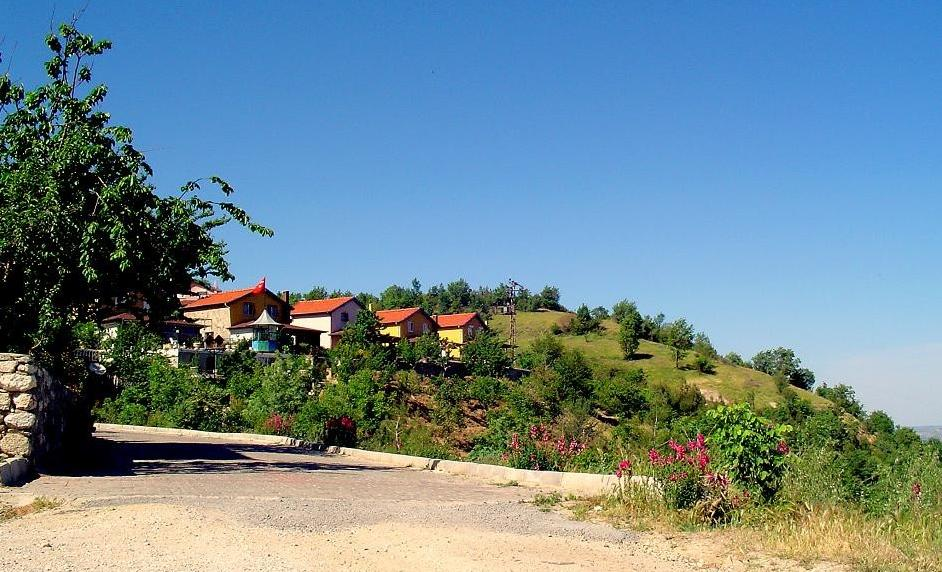
Der Kestane Deresi

In der Nähe der Kleinstadt Yenicekent befinden sich die Ruinen der antiken Stadt Tripolis. Eine weitere Sehenswürdigkeit von Buldan ist der idyllische Kestane Deresi (dt. „Kastanienbach“), ein in den oberen Teilen der Stadt gelegener Ausflugspunkt.

## Wirtschaft und Infrastruktur
So wie in der gesamten Provinz gibt es auch viele Betriebe der Textil- und Bekleidungsindustrie in Buldan. Seit Jahrhunderten ist die Textilproduktion von wirtschaftlicher Bedeutung.
Seit der Industrialisierung der Türkei erhöhte sich die Anzahl der Webmaschinen in Buldan. Im Jahr 2003 betrug die Zahl der Webmaschinen in Buldan etwa 3000, und die Zahl der Webstühle sank auf etwa 30. Die Produktion und der Export erfolgt durch die KOBİ (Küçük ve Orta Büyüklükteki İşletmeler, dt. Kleine und mittlere Unternehmen). Im Jahr 2003 exportierte Buldan in folgende Länder: Bulgarien, Deutschland, Frankreich, Griechenland, Großbritannien, Irland, Italien, Niederlande, Österreich, Polen, Rumänien, Spanien (alle EU), Algerien, Israel, Jordanien, Kanada, Mazedonien, Schweiz, Ukraine und Russland. Im Jahr 2003 exportierte Buldan Textilien im Wert von 2,5 Millionen US-Dollar.
Im Norden des Landkreises befindet sich die Buldan-Talsperre.